# F.C. Kilmarnock Ladies
El Football Club Kilmarnock Ladies es un equipo de fútbol femenino con sede en Kilmarnock, Ayrshire, Escocia. Juega en el SWPL 2 de la Scottish Women's Premier League. Fundado como Stewarton Thistle, el club es el equipo de fútbol femenino más antiguo de Escocia y celebró su 50 aniversario en julio de 2011.
En 2017, la exjugadora de Kilmarnock Shelley Kerr se convirtió en la entrenadora de la selección de fútbol femenino de Escocia.

## Historia

### Stewarton Thistle
El historiador local Alastair Barclay escribió en 1973 que un equipo de fútbol femenino fue fundado en Stewarton 12 años antes "más o menos para reír", pero que rápidamente había eclipsado los logros modestos de los equipos masculinos de la ciudad.
Sue Lopez registró en su libro Women on the Ball (1997) que el club se formó en 1961 a pedido del Lord Provost, para recaudar dinero para la campaña Freedom from Hunger. El club disfrutó del éxito local y, con la jugadora estrella Rose Reilly, llegó a la final de la primera Copa FA Femenina en 1971. Jugó bajo los auspicios de la Asociación Inglesa de Fútbol Femenino, la competencia admitió a los equipos escoceses y galeses en sus primeros años. Stewarton Thistle perdió 4–1 ante el Southampton de López en el Crystal Palace National Sports Center.
En 1972 llegaron a la final nuevamente, jugando bajo el nombre de Lee's Ladies debido a un acuerdo de patrocinio de derechos de nombre. Southampton los derrotó nuevamente, 3–2 en Eton Park en Burton upon Trent.

### Kilmarnock
En 1999 el club se hizo conocido como Kilmarnock. La primera parte de la década de 2000 vio al mánager Jim Chapman reunir un equipo fuerte con varias jugadoras del equipo nacional de fútbol femenino de Escocia. El club ganó el campeonato de la liga dos veces y fue el representante de Escocia en la Copa Femenina de la UEFA en 2002-03 y 2003-04.
Más adelante en la década, Kilmarnock tuvo mucho menos éxito, con un equipo joven e inexperto que a menudo sufría grandes derrotas. En mayo de 2010 se produjo una pérdida de 29-0 en el campeón de Glasgow City.  En 2011 terminaron en último lugar en la Premier League femenina de Escocia, pero se salvaron del descenso debido a la escasez de equipos. La única victoria del equipo de la temporada, 2-0 contra Falkirk, se cambió a una derrota por 3-0 cuando surgió que una de las jugadoras de Kilmarnock estaba a seis semanas de cumplir 15 años y no era elegible para el fútbol senior.
Sin embargo, en la temporada 2012, volvieron a tocar fondo y fueron relegados.
En la temporada SWPL 2018, el recién ascendido Kilmarnock perdió su primer partido de liga de la temporada en casa contra Motherwell 2-1. Después del partido, Kilmarnock se quejó de que Motherwell no había seguido los procedimientos SWF correctos. Kilmarnock posteriormente fue recompensado con una victoria por 3-0 sobre Motherwell. El resultado los colocó en la parte superior del SWPL2.

## Exjugadores
Para detalles de ex jugadoras, vea Anexo: Jugadores de FC Kilmarnock Damas .

## Logros
- Scottish Women's Premier League[13]
  - Ganadores (3): 1970-71, 2001-02, 2002-03
  - Subcampeonas (1): 2004-05
- Scottish Women's Premier League 2
  - Subcampeonas (1): 2018[14]

- Scottish Women's Primera Division del Sur
  - Ganadoras (1): 2017[15]
- FA Women's Cup
  - Subcampeonas (2): 1970-71, 1971-72
- Copa de Escocia Femenina[16]
  - Ganadoras (3): 1971,[17] 2000-01, 2001-02
  - Subcampeonas (1): 2002-03
- Scottish Women's Premier League Cup[18]
  - Ganadoras (3): 2002-03, 2003-04, 2005-06
- Scottish Women's League Cup
  - Ganadoras (1): 2001-02